# Bolbelasmus rotundipennis
Bolbelasmus rotundipennis är en skalbaggsart som beskrevs av Henry Fuller Howden 1964. Bolbelasmus rotundipennis ingår i släktet Bolbelasmus och familjen Bolboceratidae. Inga underarter finns listade.